# Arlihalli, Hospet
Arlihalli là một làng thuộc tehsil Hospet, huyện Bellary, bang Karnataka, Ấn Độ.